# District de Renacimiento
Le district de Renacimiento est l'une des divisions qui composent la province de Chiriqui, au Panama.

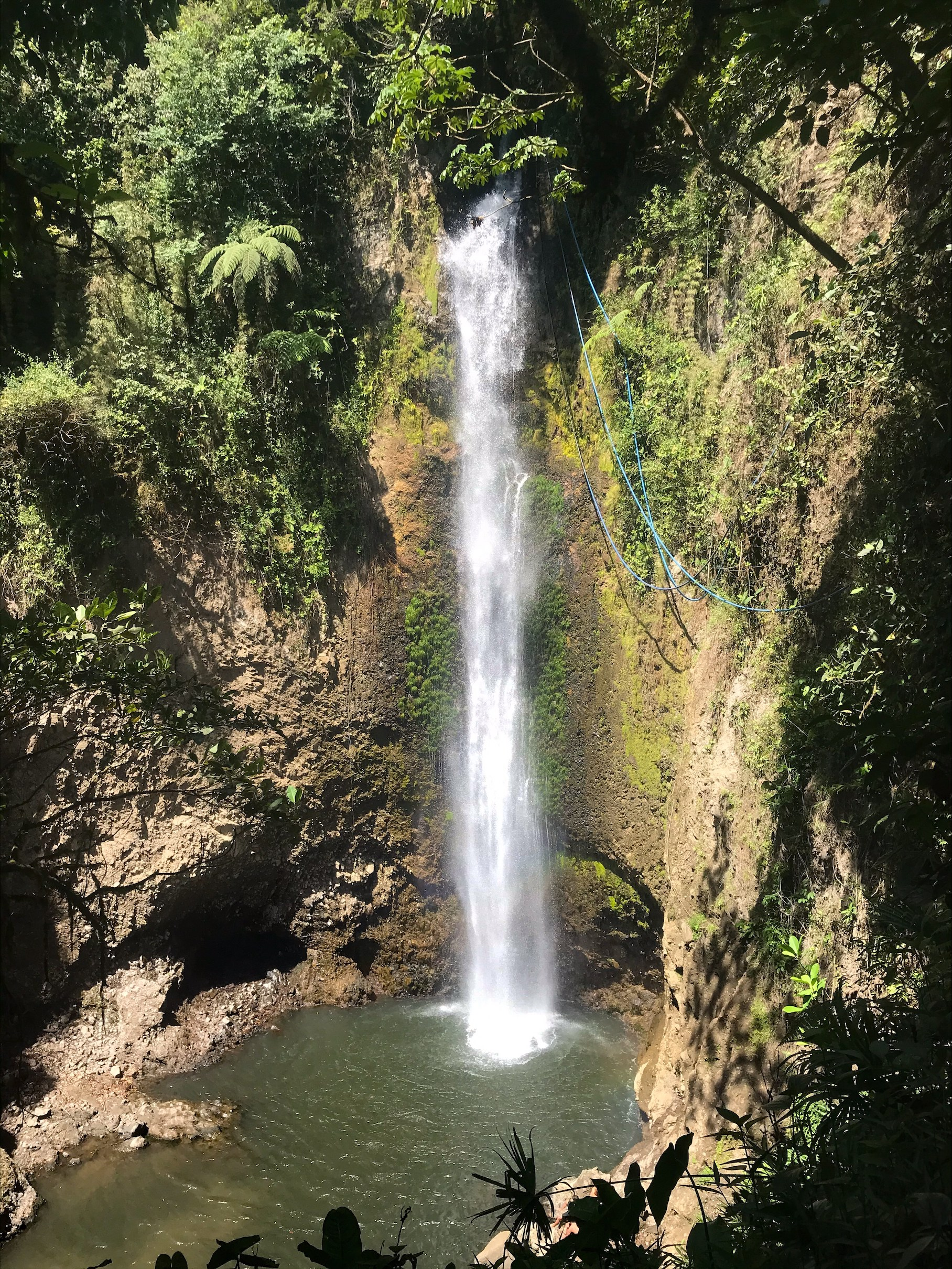
Cascade de moustiques, rivière Sereno

## Histoire
Le district a été créé le 20 octobre 1970, par le décret 296 du Cabinet, à partir des cantons séparés des districts Barú et Bugaba.

## Crédit d'auteurs
- (es) Cet article est partiellement ou en totalité issu de l’article de Wikipédia en espagnol intitulé « Distrito de Renacimiento » (voir la liste des auteurs).